# Clube dos Campeões
Clube dos Campeões was een Portugese komedieserie uitgezonden door SIC tussen 9 augustus 1999 en 13 maart 2000. Er werden in totaal 26 afleveringen van gemaakt. De serie is gebaseerd op de Vlaamse sitcom F.C. De Kampioenen.

## Rolverdeling
- Nuno Melo - Deolindo Durão Taveira
- Luís Mascarenhas - Lindolfo Tadeu
- Francisco Pestana - Óscar Oliveira
- Marco Delgado - Carlos Pombo
- Igor Sampaio - Xavier Clemente
- São José Lapa - Carmen de La Piedad
- Helena Laureano - Vitória Oliveira
- Maria Emília Correia - Glória Oliveira
- Luísa Cruz - Diana Pombo